# Asamblea de la República (Mozambique)
La Asamblea de la República (en portugués: Assembleia da República) es el órgano que ostenta el poder legislativo de Mozambique, establecida en 1977, dos años después de su independencia. Se trata de un cuerpo legislativo compuesto por 250 escaños, elegidos directamente para un mandato de cinco años. El sistema electoral es la representación proporcional por listas en distritos plurinominales mediante sistema d'Hondt con un umbral del 5%.
Actualmente, hay tres partidos representados en la Asamblea de la República, el gobernante Frente de Liberación de Mozambique (FRELIMO), y sus principales opositores, la Resistencia Nacional Mozambiqueña (RENAMO) y el Movimiento Democrático de Mozambique (MDM). Después de las elecciones de 2014, los parlamentarios de RENAMO se negaron a asumir sus cargos, ya que el partido consideró que el acto electoral había sido fraudulento, sin embargo, asumieron finalmente en febrero de 2015, un mes después de iniciado el mandato parlamentario.

## Presidente de la Asamblea
El presidente de la Asamblea de la República es elegido por los parlamentarios. Encabeza el cuerpo y se considera una de las figuras más altas en la jerarquía estatal, ya que sucede al Presidente de la República en caso de ausencia. 
| Presidente | Presidente               | Partido | Partido | Inicio del mandato  | Final del mandato   |
| ---------- | ------------------------ | ------- | ------- | ------------------- | ------------------- |
|            | Marcelino dos Santos     |         | FRELIMO | 30 de mayo de 1977  | 12 de enero de 1995 |
|            | Eduardo Joaquim Mulémbwè |         | FRELIMO | 12 de enero de 1995 | 12 de enero de 2010 |
|            | Verónica Macamo          |         | FRELIMO | 12 de enero de 2010 | 13 de enero de 2020 |
|            | Esperança Bias           |         | FRELIMO | 13 de enero de 2020 | Presente            |